# Kjell Hovda
Kjell Hovda (ur. 27 października 1945 w Veggli) – norweski biathlonista, dwukrotny medalista mistrzostw świata. Brat Kåre Hovdy.

## Kariera
Podczas mistrzostw świata w Lake Placid w 1973 roku wspólnie z Torem Svendsbergetem, Estenem Gjeltenem i Ragnarem Tveitenem wywalczył srebrny medal w sztafecie. W tej samej konkurencji reprezentacja Norwegii w składzie: Terje Hanssen, Kåre Hovda, Kjell Hovda i Tor Svendsberget zdobyła brązowy medal na rozgrywanych rok później mistrzostwach świata w Mińsku. Był też między innymi siódmy w biegu indywidualnym podczas mistrzostw świata w Östersund w 1970 roku. Brał również udział w igrzyskach olimpijskich w Innsbrucku w 1976 roku, gdzie był osiemnasty w biegu indywidualnym i piąty w sztafecie.
W latach 1976–1980 był trenerem reprezentacji Norwegii, następnie pracował jako komentator dla stacji NRK.

## Osiągnięcia

### Igrzyska olimpijskie
| Rok  | Miejscowość | Konkurencje | Konkurencje | Konkurencje | Konkurencje | Konkurencje | Konkurencje | Konkurencje |
| Rok  | Miejscowość | IN          | SP          | PU          | MS          | RL          | MR          | SR          |
| ---- | ----------- | ----------- | ----------- | ----------- | ----------- | ----------- | ----------- | ----------- |
| 1976 | Innsbruck   | 18.         | nd.         | nd.         | nd.         | 5.          | nd.         | –           |

### Mistrzostwa świata
| Rok  | Miejscowość | Konkurencje | Konkurencje | Konkurencje | Konkurencje | Konkurencje | Konkurencje | Konkurencje |
| Rok  | Miejscowość | IN          | SP          | PU          | MS          | RL          | MR          | SR          |
| ---- | ----------- | ----------- | ----------- | ----------- | ----------- | ----------- | ----------- | ----------- |
| 1969 | Zakopane    | 19.         | nd.         | nd.         | nd.         | –           | nd.         | –           |
| 1970 | Östersund   | 7.          | nd.         | nd.         | nd.         | –           | nd.         | –           |
| 1973 | Lake Placid | 9.          | nd.         | nd.         | nd.         | 2.          | nd.         | –           |
| 1974 | Mińsk       | 8.          | 31.         | nd.         | nd.         | 3.          | nd.         | –           |
| 1975 | Anterselva  | 27.         | 38.         | nd.         | nd.         | 5.          | nd.         | –           |
| 1976 | Anterselva  | nd.         | 34.         | nd.         | nd.         | nd.         | nd.         | –           |